# Regeringen Holkeri
Regeringen Holkeri var  Republiken Finlands 64:e regering, vilken ursprungligen bestod av Samlingspartiet, Finlands socialdemokratiska parti, Svenska folkpartiet och  Finlands landsbygdsparti. FLP lämnade regeringen på hösten  1990. Ministären regerade 30 april 1987–26 april 1991, alltså hela valperioden.

| Minister | Ämbetsperiod                                                | Parti     |
| --- | ----------------------------------------------------------- | --------- |
| Statsminister Harri Holkeri Kalevi Sorsa, ställföreträdare Pertti Paasio, ställföreträdare                                 | 30.4.1987–26.4.1991 30.4.1987–31.1.1989 1.2.1989–26.4.1991  | Saml. SDP |
| Utrikesminister Kalevi Sorsa Pertti Paasio                                                                                 | 30.4.1987–31.1.1989 1.2.1989–26.4.1991                      | SDP       |
| Justitieminister Matti Louekoski Tarja Halonen                                                                             | 30.4.1987–28.2.1990 1.3.1990–26.4.1991                      | SDP       |
| Inrikesminister Jarmo Rantanen                                                                                             | 30.4.1987–26.4.1991                                         | SDP       |
| Försvarsminister Ole Norrback Elisabeth Rehn                                                                               | 30.4.1987–13.6.1990 13.6.1990–26.4.1991                     | SFP       |
| Finansminister Erkki Liikanen Matti Louekoski                                                                              | 30.4.1987–28.2.1990 1.3.1990–26.4.1991                      | SDP       |
| Undervisningsminister Christoffer Taxell Ole Norrback                                                                      | 30.4.1987–13.6.1990 14.6.1990–26.4.1991                     | SFP       |
| Jord- och skogsbruksminister Toivo T. Pohjala                                                                              | 30.4.1987–26.4.1991                                         | Saml.     |
| Trafikminister Pekka Vennamo Raimo Vistbacka Ilkka Kanerva                                                                 | 30.4.1987–30.9.1989 1.10.1989–28.8.1990 28.8.1990–26.4.1991 | FLP Saml. |
| Handels- och industriminister Ilkka Suominen                                                                               | 30.4.1987–26.4.1991                                         | Saml.     |
| Social- och hälsovårdsminister Helena Pesola Mauri Miettinen                                                               | 30.4.1987–31.12.1989 1.1.1990–26.4.1991                     | Saml.     |
| Arbetsminister Matti Puhakka                                                                                               | 30.4.1987–26.4.1991                                         | SDP       |
| Miljöminister Kaj Bärlund                                                                                                  | 30.4.1987–26.4.1991                                         | SDP       |
| Utrikeshandelsminister Pertti Salolainen                                                                                   | 30.4.1987–26.4.1991                                         | Saml.     |
| Minister i statsrådets kansli Ilkka Kanerva                                                                                | 30.4.1987–28.8.1990                                         | Saml.     |
| Minister i inrikesministeriet (Regionpolitik) Erkki Liikanen Matti Puhakka                                                 | 8.5.1987–28.2.1990 1.3.1990–26.4.1991                       | SDP       |
| Minister i jord- och skogsbruksministeriet (Fiske- och jaktfrågor) Ole Norrback                                            | 30.4.1987–26.4.1991                                         | SFP       |
| Kulturminister Anna-Liisa Kasurinen                                                                                        | 30.4.1987–26.4.1991                                         | SDP       |
| Minister i trafikministeriet (Mediefrågor) Anna-Liisa Kasurinen                                                            | 28.8.1990–26.4.1991                                         | SDP       |
| Minister i handels- och industriministeriet (Sjöfartsfrågor) Pekka Vennamo                                                 | 30.4.1987–1.9.1989                                          | FLP       |
| Minister i finansministeriet (Skattefrågor m.m.) Ulla Puolanne                                                             | 30.4.1987–26.4.1991                                         | Saml.     |
| Minister i finansministeriet (Förvaltningsutveckling) Ilkka Kanerva                                                        | 3.2.1989–26.4.1991                                          | Saml.     |
| Minister i utrikesministeriet (Sovjetiska affärer) Ilkka Suominen                                                          | 30.4.1987–26.4.1991                                         | Saml.     |
| Minister i social- och hälsovårdsministeriet (Social-, alkohol- och jämställdhetsfrågor) Tarja Halonen Tuulikki Hämäläinen | 30.4.1987–28.2.1990 1.3.1990–26.4.1991                      | SDP       |